# Patrulla Caminera de Paraguay
La Dirección Nacional de la Patrulla Caminera  (anteriormente llamada Policía Caminera, hasta 2014), es un organismo dependiente del Ministerio de Obras Públicas y Comunicaciones (M.O.P.C), encargada de hacer cumplir las disposiciones establecidas en la Ley de Tránsito vigente en la República del Paraguay, sobre rutas nacionales, jurisdicción del M.O.P.C, tanto en zonas rurales como urbanas del país.

## Historia
Esta Institución fue creada en el año 1948, por la Ley N.º 63, dependiente del Ministerio de Obras Públicas y Comunicaciones, con la función de hacer cumplir las disposiciones establecidas en el Decreto-Ley N.º 22.094, del 17 de septiembre de 1947, refrendado por la Ley N.º 9/48, de Reglamentación General de Tránsito Caminero y las disposiciones complementarias relativas al tránsito en general en la red vial de caminos mejorados, para la aplicación de las penas establecidas en el mencionado reglamento y cuestiones derivados del uso de los caminos y rutas de la República, con jurisdicción en aquellos trechos que al cruzar los ejidos municipales forman parte de la red nacional de caminos y la Ley 536/75 (Penalidades), fue creada el Juzgados de Faltas y Contravenciones a través del Decreto N.º 30.314/63. Posteriormente en fecha 22 de junio de 2004 con el Decreto N.º 2.703/04, por el cual se implementaron los Juzgados de Faltas y contravenciones Regionales y se fijan Competencias Territoriales con los procedimientos a ser utilizados.
Es la autoridad uniformada y brazo ejecutor del MOPC, para dar cumplimiento a la Ley N.º 40/59, Art. 60; “El Ministerio de Obras Públicas y Comunicaciones tiene jurisdicción para construir o conservar lo construido dentro de los ejidos municipales en aquello trechos de los caminos que al cruzarlos forman parte de la red nacional de caminos”. 
Actualmente la Patrulla Caminera es la encargada de hacer cumplir la Ley 5016/14 Nacional de Tránsito y Seguridad Vial.